# Friends (album Shalamar)
Friends è un album del gruppo musicale statunitense Shalamar, pubblicato dall'etichetta discografica SOLAR il 29 gennaio 1982.
L'album è prodotto da Leon Sylvers III. Dal disco vengono tratti i singoli A Night to Remember, I Can Make You Feel Good, There It Is e Friends.

## Tracce

### Lato A
1. A Night to Remember
2. Don't Try to Change Me
3. Help Me
4. On Top of the World
5. I Don't Wanna Be the Last to Know

### Lato B
1. Friends
2. Playing to Win
3. I Just Stopped By Because I Had To
4. There It Is
5. I Can Make You Feel Good